# Mirza Omer
Mirza Omer (* 7. Februar 1995) ist ein schwedisch-bosnisch-herzegowinischer Eishockeyspieler, der seit 2022 bei Diö GoIF in der fünftklassigen schwedischen Division 3 spielt.

## Karriere
Mirza Omer begann seine Karriere in Schweden in der Nachwuchsabteilung von Tingsryds AIF, wo er es bis in die J20 SuperElit, die höchste Nachwuchsspielklasse des Landes, brachte. 2015 wechselte er nach Bosnien und Herzegowina, wo er für den HK Stari Grad und die Blue Bulls Sarajewo in der bosnisch-herzegowinischen Eishockeyliga spielte. 2022 kehrte er nach Schweden zurück und steht dort in der fünftklassigen Division 3 auf dem Eis. Nachdem er zunächst beim IF Lejonet spielte, ist er seit 2023 für Diö GoIF aktiv.

### International
Für Bosnien und Herzegowina nahm Omer an den Qualifikationsturnieren zur Weltmeisterschaft der Division III 2018, als er drittbester Scorer nach den Turkmenen Ahmet Gurbanow und Pawel Barkowskiý war, und 2019, als er gemeinsam mit Juma Al Dhaheri aus den Vereinigten Arabischen Emiraten die meisten Vorlagen des Turniers aufwies und auch zum besten Spieler seiner Mannschaft gewählt wurde, sowie an den Weltmeisterschaften der Division III 2022, 2023, als er nach den beiden Kirgisen Mamed Seifulow und Islambek Abdyrajew drittbester Scorer und nach Seifulow auch zweitbester Torschütze des Turniers war, und 2024 teil. Er ist jeweils bester Scorer, Torschütze und Vorbereiter der bosnischen Nationalmannschaft.

## Erfolge und Auszeichnungen
- 2019 Meiste Vorlagen bei der Qualifikation zur Weltmeisterschaft der Division III
- 2024 Aufstieg in die Division III, Gruppe A, bei der Weltmeisterschaft der Division III, Gruppe B